# La Laigne
La Laigne é uma comuna francesa na região administrativa da Nova Aquitânia, no departamento de Charente-Maritime. Estende-se por uma área de 4,26 km². Em 2010 a comuna tinha 482 habitantes (densidade: 113,1 hab./km²).